# Shark (Drohne)

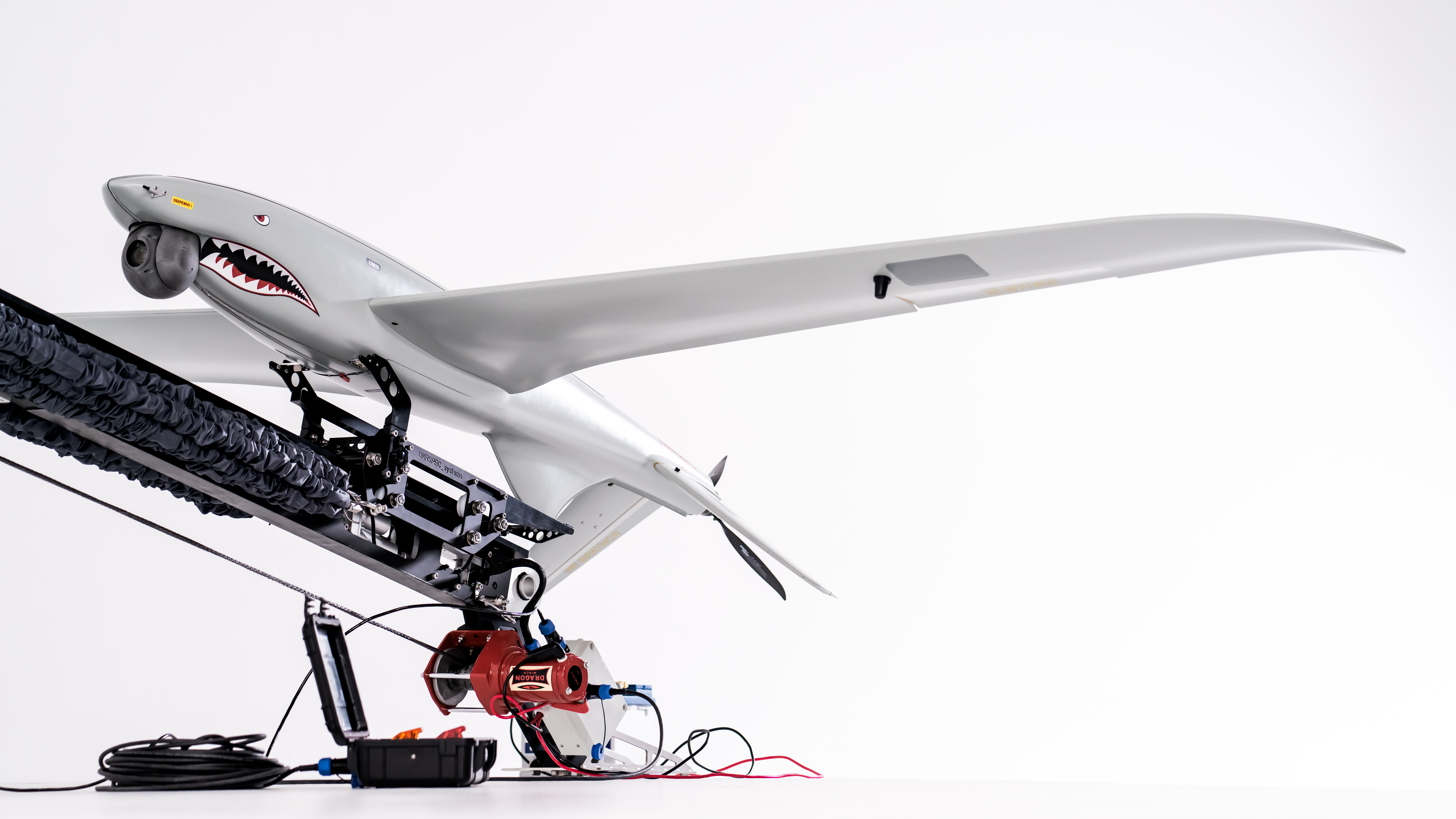
Flugdrohne Shark

Shark ist eine Flugdrohne der ukrainischen Streitkräfte für die taktische Gefechtsaufklärung. Die englische Benennung Shark beruht auf der Ähnlichkeit des Fluggeräts mit einem Hai.

## Beschreibung
Im Oktober 2022 stellte der ukrainische Hersteller Ukrspecsystems die Flugdrohne in den sozialen Medien vor. Die Entwicklung des Fluggeräts soll nach Herstellerangaben weniger als ein halbes Jahr gedauert haben. Im Sommer 2023 soll die Drohne an die ukrainischen Streitkräfte ausgeliefert werden.
Die Drohne ist zum Eindringen in vom Feind kontrolliertes Gebiet konzipiert. Mit einer Full-HD-Kamera mit 30-fachem optischem Zoom kann sie aus der Luft Aufgaben der Aufklärung, Beobachtung und Feuerleitung erfüllen. Sie kann Raketen, wie die des Mehrfachraketenwerfers HIMARS, lenken und ihre Flugbahn korrigieren. Gestartet wird die Drohne mit einem Katapult. Die Landung erfolgt mit einem Fallschirm.

## Technische Daten
| Kenngröße             | Daten           |
| --------------------- | --------------- |
| Spannweite            | 1,90 m          |
| Gesamtmasse           | 10 kg           |
| Höchstgeschwindigkeit | 150 km/h        |
| Marschgeschwindigkeit | 70–90 km/h      |
| Dienstgipfelhöhe      | 2000 m          |
| Reichweite            | ca. 60 km       |
| Einsatzdauer          | ca. 120 Minuten |